# Prae (folyóirat)
A Prae irodalmi folyóirat. 1999-ben alapították fiatal irodalmárok, az alapító főszerkesztő Balogh Endre, szerkesztői Barta András és H. Nagy Péter. A Palimpszeszt Kulturális Alapítvány által kiadott negyedéves periodika első száma 1999 decemberében jelent meg. A folyóirat címét az alapítók által a 20. századi magyar próza gyöngyszemének tartott, 1934-ben megjelent azonos című Szentkuthy Miklós-regényből kölcsönözték.
2015-től új felállásban dolgozik tovább a Prae irodalmi folyóirat szerkesztősége: Balogh Endre főszerkesztő és Pál Dániel Levente főszerkesztő-helyettes önkéntes távozását követően – akik a jövőben továbbra is kiadói háttere, illetve szerkesztőbizottsága lesznek a folyóiratnak – L. Varga Péter az új főszerkesztő, aki H. Nagy Péterrel és Mezei Gáborral segíti a Prae tudományos-kritikai arculatának gondozását. Pollágh Péter és Sopotnik Zoltán már korábban távozott a szerkesztőségből, ahol egy ideig Adorjáni Panna és Győrfi Kata is dolgozott. Mezei Gábort 2017-ben Lapis József váltotta.

## Prae.hu
A szerkesztők a folyóirat-kiadással párhuzamosan fejlesztettek egy internetes oldalt, a prae.hu általános művészeti portált. Az irodalom, a zene, a vizuális művészetek, az építészet, a színház és a film témaköreiben közöl írásokat, esetenként eredeti szépirodalmi műveket is.
A prae.hu-t 2006 októberében alapította Balogh Endre, Barta András és Pál Dániel Levente, akik akkor már évek óta szerkesztették a Prae című irodalmi folyóiratot. A portál célkitűzései között szerepelt, hogy lefedjék a teljes, magyarországi művészeti szcénát - kitekintéssel a nemzetközi folyamatokra is. Kezdetben hat rovatot indítottak, ez később kiegészült a gyerekeknek szóló művészeti alkotások tematikájával is.
A portál főként kritikai írásokat közöl, ezek tették a nevét ismertté. Az oldalon több művészeti ágban (irodalom, vizuális művészetek, zene) is lehetőségük van a felhasználóknak önálló művészeti alkotásokat feltöltésére, és az amatőr művészek kérhetnek műveikről kritikákat, amelyeket a portál állandó szerzői írnak.
2011 januárjától a portál főszerkesztője Balogh Endre. Főszerkesztő-helyettese egy ideig Pál Dániel Levente volt.
A portál irodalmi rovatának vezetője 2021. szeptember 16-tól Csutak Gabi, aki Seres Lili Hannát váltotta ezen a poszton. A rovat korábbi két vezetője Benedek Anna és Péczely Dóra.